# فرودگاه کرامول ریسکرس
فرودگاه کرامول ریسکرس (به انگلیسی: Cromwell Racecourse Aerodrome) یک فرودگاه خصوصی است که یک باند فرود چمن دارد و طول باند آن ۸۳۰ متر است. این فرودگاه در کشور نیوزلند قرار دارد و در ارتفاع ۲۲۷ متری از سطح دریا واقع شده‌است.